# Готфская и Кафская митрополия

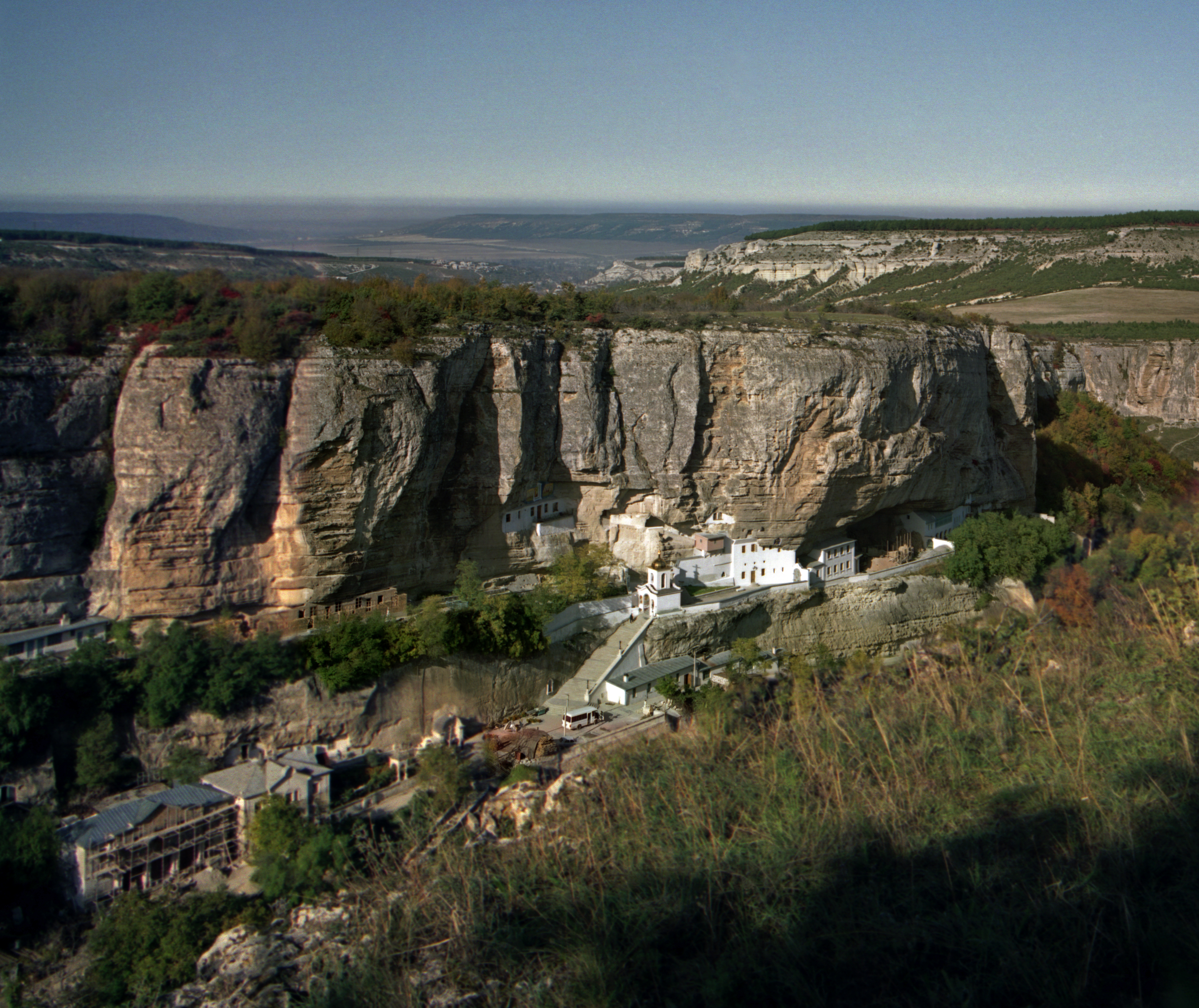
Успенский скит — резиденция Готских и Кафских митрополитов. Современный вид

Го́тфская и Ка́фская митропо́лия  — историческая епархия Константинопольской православной церкви на территории Крыма. В 1779 году присоединена к Русской православной церкви, а в 1788 году была ликвидирована.

## Предыстория
В середине III века в Крым вторглись готы. Под влиянием христиан, которые часто становились их пленниками, готы принимали христианство. Известно что на рубеже IV—V веков именно для готов святитель Иоанн Златоуст посвятил епископа Унилу. По всей видимости Унила был поставлен на Боспорскую кафедру, которая была древнейшей епархией Крыма. Однако отдельная Готская епархия в Готии была учреждена не ранее середины VIII века.
Есть единичное сообщение о существовании уже в конце VIII — начале IX обширнейшей, вплоть до реки Волги Готской митрополии с кафедрой в Доросе (ныне Мангуп). В эту митрополию входили епархии, которые находились на территории Хазарского каганата.
В 1475 году Крым был завоёван турками-османами, город Мангуп, где находилась кафедра митрополии, после длительной осады пал. После падения Мангупа центром митрополии стал монастырь Панагии (Свято-Успенский скит) под Бахчисараем, возникший на месте чудесного явления иконы Божьей Матери. Произошло это не ранее XV века и уже под мусульманским владычеством.

## Митрополия Готии и Кафы
Ещё в середине XV века епархии Крыма начинают приходить в упадок. После их упразднения приходы присоединялись к оставшимся епархиям, в том числе и к Готской. Первой епархией, присоединённой к Готской митрополии, стала соседняя Херсонская. Вскоре присоединена была и Сугдейская. Дольше продержалась Кафская митрополия, однако и она в 1678 году была присоединена к Готфской. Объединённая митрополия стала называться Готфская и Кафская. Митрополия Готфская и Кафская осталась единственной епархией не только в Крыму, но и в Приазовье.
Первое известное упоминание митрополита Готии и Кафы относится к 1721 году. Это митрополит Парфений. Однако, благодаря документу на крымскотатарском языке, опубликованным Феоктистом Хартахаем, мы знаем имена и годы правления практически всех митрополитов Готии и Кафы. Это
- Мефодий — 15 ноября 1673 г.;
- Неофит — 13 мая 1680 г.;
- Макарий — 21 июня 1707 г.;
- Парфений — 23 декабря 1710 г.;
- Гедеон — 25 ноября 1725 г.

Последним митрополитом стал Игнатий (Гозадинос), прибывший в свою епархию в апреле 1771 года.
При хане Газы-Гирее в 1704 или 1706 годах на территории епархии появились иезуиты. О их деятельности известно немного. Под 1737 годом сообщается о библиотеки иезуитов в Бахчисарае.
Около 1750 года Гребенские казаки, жившие на территории контролируемой крымским ханом, просили турецкого султана поставить им своего епископа. По настоянию султана митрополит Гедеон епископом Кубанским и Терским поставил монаха Феодосия. Таким образом, появилась новая епархия. Однако в 1755 году Феодосий вместе с казаками-некрасовцами перебрался в Добруджу, и, по-видимому, Кубанская и Терская епархия прекратила своё существование.
Фирман султана Мустафы 1759 года содержит перечень городов, находящихся под омофором Готского митрополита. Названы Мангуп, Кафа, Балаклава, Судак и Азов. Этот список дополняется в митрополичьем «Посланием о милостыне» 1760 года: «Все христиане моей епархии, живущие в Евпатории, Керчи, Кафе, Балаклаве, Бахчисарае, Тамани и в селах — все от Бога благословенны да будете».
Султанский фирман давал митрополии достаточные льготы и гарантии, однако жизнь отличалась от написанного на бумаге: турецкие чиновники традиционно злоупотребляли своей властью, а притеснения христианской «райи» вошло в обычай со времени покорения империи османами. Однако главной причиной падения жизни среди крымских христиан были не гонения, волну которых они стойко пережили в первые годы завоевания, а общий с пришлым татарским населением быт. Утратив господствующее положение на полуострове, крымские христиане постепенно утрачивали свою культуру, язык, смешиваясь с мусульманским населением. Как пишет архимандрит Арсений, в конце XVIII века митрополит Игнатий вынужден был произносить проповеди на татарском. Кроме того, многие христиане, соблазнившись лучшим положением мусульман в мусульманской стране, принимали ислам.. К этому стоит добавить полное отсутствие какой-либо системы образования. Начиная с XVII века, все митрополиты были присылаемы из империи, среди местных же не находилось достаточно образованных для выполнения этой роли.
Митрополит Гедеон скончался в 1769 году. В апреле 1771 года на его место с архипелага прибыл митрополит Игнатий. На этот момент ему уже было более 60-ти лет. Его прибытие в свою митрополию совпало с разгаром очередной русско-турецкой войны. Османские власти, подозревая в христианах сторонников своего врага, усилии преследования их. Дошло до того, что митрополит вынужден был прятаться от своих преследователей.

## Переселение в Приазовье

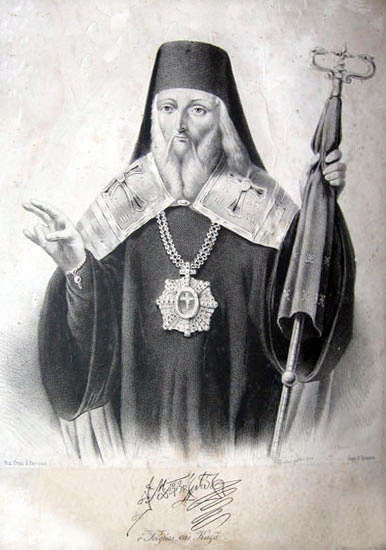
Митрополит Готии и Кафы Игнатий (1715-1786)

Заключённый в 1774 году Кючук-Кайнарджийский мир объявлял Крымское ханство независимым от Османской империи. Ряд крепостей на побережье Крымского полуострова переходили к России. Христиане Крымского ханства оставались подданными крымского хана, что не гарантировало их от новых притеснений со стороны господствующего мусульманского населения.
16 июня 1778 года на имя императрицы Екатерины II было подано прошение крымских христиан с просьбой о переселении на территорию Российской империи. Причиной, названной в документе, было постоянные притеснения христианского населения со стороны мусульман. 21 мая 1779 года на имя митрополита Игнатия была отправлена высочайшая грамота с пожалованием земель в Северном Приазовье. Игнатий принимался в прежнем сане, как митрополит Готии и Кафы (или, как в документе, Готфейский и Кефайский) с подчинением непосредственно Синоду. Указом Святейшего синода Российской церкви от 14 марта 1779 года митрополит Игнатий был причислен к собору русских архиереев, с сохранением древнего титула Готфский и Кафайский, ему также предоставлялось право пожизненного управления епархией в составе всех греков и пользоваться в своей епархии всеми каноническими правами правящего архиерея. В официальном реестре российских архиереев митрополит Игнатий занимал место непосредственно после архиепископа Словенского и Херсонского.
23 апреля 1778 года, в день Пасхи, после литургии в Успенской церкви (ныне — церковь Бахчисарайского скита), митрополит Игнатий объявил своей пастве о переселении на новые земли и начал вести подготовку к этому событию. Как пишет греческий историк XIX века Феоктист Хартахай, некоторые татары, прознав о льготах, дарованных высочайшей волей переселенцам, принимали христианство и отправлялись на новое место жительства.
Переселение состоялось в конце 1779 года. Руководил этой операцией полководец А. В. Суворов. Всего покинуло Крым более 31 тыс. человек христианского населения, среди которых были и христиане армяне вместе с архимандритом Петром Маргосом, и католики с пастором Якобом. Прибытие крымских христиан в Приазовье положило начало городу, названного аналогично последнему епархиальному центру митрополии — Мариамполь или же Мариуполь. Земли, выделенные армянским переселенцам, располагались восточнее, в Таганрогском градоначальничестве и в районе современного города Ростов-на-Дону.
Кроме официальной версии ещё в XVIII веке возникла и иная. По мнению её сторонников, переселение было затеяно с целью подрыва экономики тогда ещё формально независимого Крымского Ханства, ибо основу экономики края составляло именно христианское население. Однако, стоит признать, что Россия в этой ситуации скорее больше теряла, чем приобретала. В частности, она теряла поддержку христианского населения и в результате получала более однородное мусульманское население, склонное скорее к поддержке единоверной Турции.
Значительная часть крымских христиан остались на родине. Однако многие православные приходы оказались заброшенными. Хан Шагин-Гирей, положение которого среди его подданных после переселения христиан пошатнулось, фактически принудил греческого священника Константиноса Спиранди, оказавшегося в Крыму в 1781 году, возобновить богослужение в Успенском скиту близ Бахчисарая. О. Константинос восстановил богослужение в Мангуше в церкви св. Феодора и в храме Богоматери в Бахчисарае.
16 февраля 1786 году скончался последний митрополит Готфский и Кафский Игнатий, а в 1788 году Готско-Кафская митрополия была ликвидирована российским правительством власти, а её приходы были переданы в подчинение Екатеринославской епархии.
В память о бывшей митрополии три улицы в старой части Мариуполя носят названия Митрополитская, Кафайская и Готфейская.